# KPNA6
KPNA6‏ (Karyopherin subunit alpha 6) هوَ بروتين يُشَفر بواسطة جين KPNA6 في الإنسان.